# 松浦梱包輸送
松浦梱包輸送株式会社（まつうらこんぽうゆそう、英: Matsuura konpou, ltd.）は、静岡県掛川市に本社を置く松浦梱包輸送グループの中核企業である。輸送事業、物流事業、危険品 入出庫保管・輸送事業、学校給食配送業務、廃棄物収集・運搬事業、LPガス事業を営んでいる。バスを含む総車両数は、141台（大型トラック 58台・中型トラック 47台・小型トラック 21台・バルク 4台・パッカー 7台・路線バス 4台)である。

## 沿革
出典がない記述は、松浦梱包輸送公式ホームページサイトの沿革
- 1968年（昭和43年） - 「松浦商店」として創業
- 1970年（昭和45年） - 一般区域貨物自動車運送業の営業免許を取得し松浦梱包輸送有限会社を設立
- 1977年（昭和52年） - 現住所に本社を移転新築
- 1982年（昭和57年） - 掛川市細田に倉庫建設:793m2（240坪）
- 1983年（昭和58年） - 晃企工株式会社を設立し自動車部品の加工業務を開始
- 1984年（昭和59年） - 引佐加工株式会社を設立し保管・入出庫管理業務を開始
- 1990年（平成2年） - 大井川町利右衛門（現焼津市利右衛門）に配送センター建設
- 1993年（平成5年） - 松浦梱包輸送株式会社に組織変更
- 1995年（平成7年） - 引佐郡細江町（現浜松市浜名区細江町）に引佐営業所建設・営業所移転
- 1996年（平成8年） - 本社新社屋落成。掛川市領家に梱包作業所建設 貸切バス会社ジーネット株式会社設立
- 1997年（平成9年） - 大東町中（現掛川市中）に大東配送センター建設：4,102m2（1,241坪）
- 1998年（平成10年） - 松浦梱包輸送株式会社本社事業所にてISO9001認証取得 産業廃棄物収集運搬及び処分業の営業免許を取得
- 2000年（平成12年） - 松浦梱包輸送グループ事業所でISO14001認証取得
- 2003年（平成15年） - 掛川市から循環バス業務を受注、運行開始
- 2004年（平成16年） - 掛川市国安に大東第2倉庫建設：4,047m2（1,224坪）
- 2005年（平成17年） - 掛川市満水に掛川DC建設、一期工事：15,300m2（4,600坪）
- 2006年（平成18年） - 引佐営業所二期工事：2,163m2（654坪）
- 2007年（平成19年） - 掛川DC二期工事：4,959m2（1,500坪）
- 2008年（平成20年） - 大井川営業所（焼津市飯淵） 湖西営業所（湖西市白須賀）：3,445m2（1,042坪）建設
- 2009年（平成21年） - 四日市配送センター（三重県四日市市河原田）：5,783m2（1,750坪）建設
- 2013年（平成25年） - 掛川市杉谷にすぎやDC建設：4,513m2（1,365坪） すぎやDCにて化粧品製造業の認可を取得 すぎやDCにて太陽光発電事業開始 松浦梱包輸送株式会社本社事業所・ジーネット株式会社にてISO39001認証取得
- 2016年（平成28年） - さかがわDC建設：8,976m2（2,715坪） 掛川DC 3号棟購入：8,943m²（2,705坪）
- 2021年（令和3年） - 愛知県岡崎市に岡崎東LC建設：4,527m2（1,369坪）
- 2024年（令和6年） - 晃企工株式会社が、引佐加工株式会社を吸収合併[3]
- 2025年（令和7年） ジーネットと合併[1]

## 事業内容
輸送事業、物流事業、危険品 入出庫保管・輸送事業、学校給食配送業務、廃棄物収集・運搬事業、LPガス事業

## 拠点
- 本社営業所
- 掛川デリバリーセンター
- 引佐営業所
- 大井川営業所
- 湖西営業所
- すぎやデリバリーセンター
- さかがわ営業所
- 大東配送センター
- 四日市配送センター
- 利右衛門倉庫
- 領家配送センター
- 岡崎東ロジスティクスセンター
- 細田倉庫
- 佐賀デポ

## グループ会社
- ジーネット株式会社
- 晃企工株式会社